# Анаполіс (мікрорегіон)
Анаполіс (порт. Microrregião de Anápolis) — мікрорегіон в Бразилії, входить в штат Гояс. Складова частина мезорегіону Центр штату Гояс. Населення становить 511 952 чоловік на 2006 рік. Займає площу 8311.934 км². Густота населення — 61.6 чол./км².

## Склад мікрорегіону
До складу мікрорегіону включені наступні муніципалітети:
1. Анаполіс
2. Арасу
3. Бразабрантіс
4. Кампу-Лімпу-ді-Гояс
5. Дамоландія
6. Ейтораї
7. Іньюмас
8. Ітабераї
9. Ітагуарі
10. Ітагуару
11. Ітаусу
12. Жарагуа
13. Жезуполіс
14. Нова-Венеза
15. Ору-Верді-ді-Гояс
16. Петроліна-ді-Гояс
17. Санта-Роза-ді-Гояс
18. Сан-Франсіску-ді-Гояс
19. Такуарал-ді-Гояс

| Бразилія | Це незавершена стаття з географії Бразилії. Ви можете допомогти проєкту, виправивши або дописавши її. |